# 基氏前鰭鮋
基氏前鰭鮋，為輻鰭魚綱鮋形目鮋亞目前鰭鮋科的其中一種，為深海魚類，分布於東南太平洋秘魯及智利海域，棲息在底層水域，生活習性不明。